# Conus caracteristicus
Conus caracteristicus é uma espécie de gastrópode do gênero Conus, pertencente a família Conidae.

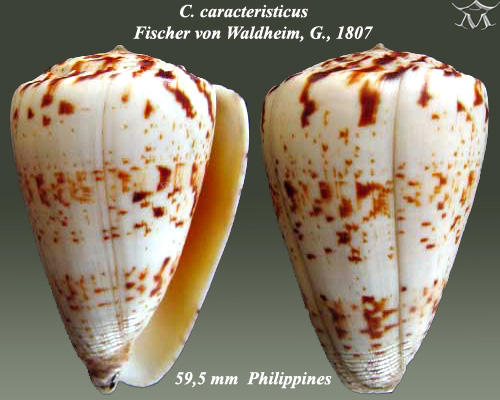